# Nevada County (Kalifornie)
Nevada County je okres ve státě Kalifornie v USA. K roku 2010 zde žilo 98 764 obyvatel. Správním městem okresu je Nevada City. Sousedí s okresy Sierra County (na severu), Washoe County (na východě, již Nevada), Placer County (na jihu) a Yuba County (na západě).